# Puy-l’Évêque
Puy-l’Évêque település Franciaországban, Lot megyében. Lakosainak száma 1870 fő (2022. január 1.). Puy-l’Évêque Prayssac, Cassagnes, Duravel, Floressas, Grézels, Montcabrier, Pescadoires, Pomarède és Vire-sur-Lot községekkel határos.

## Népesség
A település népességének változása:
| Lakosok száma | 2261 | 2302 | 2209 | 2178 | 2032 | 2002 | 1973 | 1940 | 1929 | 1870 |
|               | 1968 | 1982 | 1990 | 2006 | 2013 | 2015 | 2017 | 2019 | 2020 | 2022 |